# Großer Glieningsee
Der Große Glieningsee befindet sich im Gemeindegebiet von Briesen (Mark) im Landkreis Oder-Spree in Brandenburg. Er ist 540 Meter lang und hat eine Fläche von 212 Hektar. Etwa 500 Meter südwestlich gelegen liegt der Kleine Glieningsee, der durch eine Rinne mit dem Großen Glieningsee verbunden ist.
Der Name leitet sich vom altpolabischen Wort *glina für 'Lehm' ab und nimmt entsprechend Bezug auf den lehmhaltigen Boden.